# Pedro Augusto
Pedro Augusto Borges da Costa (Ubá, Minas Gerais, Brasil; 3 de marzo de 1997) es un futbolista brasileño. Juega como mediocampista y su equipo actual es Fortaleza Esporte Clube de la Serie A de Brasil.

## Trayectoria
Pedro Augusto se formó en las categorías formativas de São Paulo y debutó profesionalmente el 17 de enero de 2018 en una derrota por 2-0 en el Campeonato Paulista. En ese mismo año fue cedido al São Bento, pero no llegó a disputar ningún encuentro.
En 2019, fue cedido al Louletano de Portugal, lo que le brindó su primera experiencia internacional. El 17 de julio de 2019, se trasladó al C.D. Tondela de la Primeira Liga.
Para la temporada 2023, regresó a su país natal al fichar por el Fortaleza, con el que llegó a la final de la Copa Sudamericana. Lamentablemente, perdieron ante Liga de Quito en la tanda de penales, en la que falló el cuarto penal que podría haber dado la victoria a su equipo.

## Clubes
| Club                 | País          | Año           | Partidos | Goles |
| -------------------- | ------------- | ------------- | -------- | ----- |
| São Paulo            | Brasil        | 2012-2018     | 12       | 0     |
| → São Bento (cedido) | Brasil        | 2018          | 0        | 0     |
| Sao Paulo            | Brasil        | 2019          | -        | -     |
| → Louletano (cedido) | Portugal      | 2019          | 15       | 1     |
| Tondela              | Portugal      | 2019-2023     | 100      | 4     |
| Fortaleza            | Brasil        | 2023-presente | 17       | 0     |
| Total carrera        | Total carrera | Total carrera | 144      | 5     |

## Palmarés

### Campeonatos estatales
| Título              | Club      | País   | Año  |
| ------------------- | --------- | ------ | ---- |
| Campeonato Cearense | Fortaleza | Brasil | 2023 |